# Geikie Inlet
Das Geikie Inlet ist eine Bucht an der Scott-Küste des ostantarktischen Viktorialands. Sie wird im Norden von den Eisklippen der Drygalski-Eiszunge und im Süden durch die Lamplugh-Insel sowie die seewärtige Verlängerung des Clarke-Gletschers begrenzt.
Entdeckt wurde sie bei der Discovery-Expedition (1901–1904) unter der Leitung des britischen Polarforschers Robert Falcon Scott. Scott benannte die Bucht nach dem britischen Geologen Archibald Geikie (1835–1924), der bei den Vorbereitungen zu der Forschungsreise behilflich war.